# Ayu ready?
ayu ready? fue un programa de televisión japonés creado por Fuji Telecasting Co., y transmitido originalmente desde el 12 de diciembre del 2002 hasta el 20 de marzo del 2004. El programa fue conducido por la cantante Ayumi Hamasaki, y este fue su debut como animadora de un programa de TV.
El programa era considerado de "variedades" ya que prácticamente las cosas que transmitían eran bastante variadas. También incluía público en vivo, los cuales tenían gran interacción con el invitado y también con Ayumi, aparte de secciones de cocina, juegos, y en algunas ocasiones algunas cosas fuera de lo común como masajes o cosas por el estilo. Cada episodio se invitaba a una celebridad distinta, generalmente ligada al mundo de la música y también del humor, y siempre al final de cada episodio Ayumi cantaba con su invitado, o a veces en solitario.
El programa fue transmitido cada sábado desde el comienzo hasta el final desde las 11pm hasta la media noche, y en total fueron emitidos 74 episodios.

## Rainbow House
Dentro del año 2003 desde el 1 de julio hasta el 31 de agosto (y transmitido por TV desde el 5 de julio al 30 de agosto) el programa abrió la casa conocida como RAINBOW HOUSE en Shōnen Beach, cercano a la Prefectura de Kanagawa. Creada con la finalidad de ser una "casa de playa" japonesa (conocidas como 海の家, Umi no Ie en japonés), donde se ofrecían baños calientes, piscinas, entre otras cosas. La casa fue una gran sensación desde un principio, y recibía más de 2000 visitantes al día, principalmente atraídos porque los fanáticos de Ayumi lo veían como la propia casa de la artista.

## Invitados
Algunas figuras del espectáculo que fueron invitados al programa, la mayoría de las estrellas musicales incluso cantaron algunas canciones con la misma Ayu.
Están enumerados por todos los capítulos emitidos:
1. 2002/10/12 - Takeshi Kitano／Tsunku♂／Makoto
2. 2002/10/19 - DA PUMP
3. 2002/10/26 - Kuzu
4. 2002/11/02 - TRF／TIM
5. 2002/11/09 - EXILE／Papaya Suzuki
6. 2002/11/16 - Akiko Wada／Fumiya Fujii (primera parte)
7. 2002/11/23 - Porno Graffitti
8. 2002/11/30 - Akiko Wada／Fumiya Fujii (segunda parte)
9. 2002/12/07 - Akina Nakamori
10. 2002/12/14 - Every Little Thing
11. 2002/12/21 - Kyōko Fukada / Paradise Yamamoto
12. 2002/12/28 - Compilación entrevistas
13. 2003/01/04 - Compilación entrevistas
14. 2003/01/11 - Garage Sale / Kiroro
15. 2003/01/18 - Tatsuya Ishii
16. 2003/01/25 - Hitomi Shimatani / Rico & Coco
17. 2003/02/01 - Nami Asa 25 / Tetsu and Tomo
18. 2003/02/08 - Hideaki Tokunaga / Gokuraku Tombo (primera parte)
19. 2003/02/15 - Hideaki Tokunaga / Gokuraku Tombo (segunda parte)
20. 2003/02/22 - Takako Matsu / Michiko Shimizu
21. 2003/03/01 - Kenichi Mikawa / Kiyoshi Hikawa
22. 2003/03/08 - Matsuhiro Oikawa / Mikayo
23. 2003/03/15 - Maki Goto / Koji Imada
24. 2003/03/22 - Masami Hisamoto / Akiko Wada
25. 2003/03/29 - Compilación entrevistas futuras
26. 2003/04/05 - Kochi Iwaki
27. 2003/04/12 - Mini Moni
28. 2003/04/19 - Kiyoharu
29. 2003/04/26 - Las 10 mejores sesiones lujosas de Ayu y su invitado! (あゆとゲストの豪華セッションベスト10！?)
30. 2003/05/03 - Sonin
31. 2003/05/10 - ayu ready? inaugura RAINBOW HOUSE el 1 de julio
32. 2003/05/17 - Tamao Nakamura／Tsutomu Sekine
33. 2003/05/24 - Tetsuya Takeda
34. 2003/05/31 - Shimai Kano (primera parte)
35. 2003/06/07 - Shimai Kano (segunda parte)
36. 2003/06/14 - Haneru no Tobira
37. 2003/06/21 - Compilación mejores escenas en RAINBOW HOUSE
38. 2003/07/05 - Anna Umemiya / Jun Nagura
39. 2003/07/12 - Toshiro Yanagiba / Katsumata Kunikazu
40. 2003/07/19 - Satoshi Kaneko / Ie Nakagawa
41. 2003/07/26 - Ken Kusogi / Takashi Fujii #2
42. 2003/08/02 - Maki Ohguro
43. 2003/08/09 - Junichi Ishida／Shouko Aida
44. 2003/08/16 - YU-KI／Kaori Mochida／Tomiko Van／BoA
45. 2003/08/23 - Claude Maki／ZEEBRA
46. 2003/08/30 - Compilación próximas entrevistas
47. 2003/09/06 - Hideyuki Nakayama／YOU
48. 2003/09/13 - Jinnai Takanori
49. 2003/09/20 - dream
50. 2003/09/27 - Shunsuke Nakamura／Yoshinori Okada／Takashi Tsukamoto
51. 2003/10/04 - Tetsuji Tamayama
52. 2003/10/11 - Anri
53. 2003/10/18 - Hanawa
54. 2003/10/25 - Yoshihiro Kai
55. 2003/11/01 - Shakira
56. 2003/11/08 - Shizuka Kudo (primera parte)
57. 2003/11/15 - Shizuka Kudo (segunda parte)
58. 2003/11/22 - w-inds.
59. 2003/11/29 - Princess Tenkō
60. 2003/12/06 - Kōji Yoshikawa
61. 2003/12/13 - KICK THE CAN CREW
62. 2003/12/20 - Kyoko Fukada #2
63. 2003/12/27 - Compilación próximas entrevistas
64. 2004/01/10 - Hiroshi Tamaki
65. 2004/01/17 - Shō Aikawa
66. 2004/01/24 - Yanagisawa Shingo
67. 2004/01/31 - Haruhiko Kato
68. 2004/02/07 - Masayuki Suzuki
69. 2004/02/14 - Toshio Kakei
70. 2004/02/21 - PUFFY
71. 2004/02/28 - Hitomi Kuroki
72. 2004/03/06 - Cream Cheese
73. 2004/03/13 - Compilación mejores momentos (primera parte)
74. 2004/03/20 - Compilación mejores momentos (segunda parte)